# Z.P.G. (película de 1972)
Z.P.G. (abreviatura de "Crecimiento Poblacional Cero") es una película de ciencia ficción distópica de supervivencia dano-estadounidense de 1972 dirigida por Michael Campus y escriba por Frank De Felitta y Max Ehrlich. Estrellada por Oliver Reed y Geraldine Chaplin. Se inspiró en el libro de no ficción más vendido de 1968, La Bomba P , de Paul R. Ehrlich. La película trata sobre una Tierra futura superpoblada cuyo gobierno mundial ejecuta a quienes violan una prohibición de 30 años de tener hijos. Filmada en Dinamarca, la película está ambientada casi en su totalidad con una dirección de arte diseñada para reflejar un futuro sombrío y opresivo.

## Trama
En un futuro distópico, la atmósfera del planeta Tierra está gravemente contaminada por la polución de gases contaminantes de efecto invernadero, (la gente necesita usar máscaras respiratorias cuando están afuera), caminar por la calle y una grave sobrepoblación afecta los recursos naturales disponibles, como agua potable y alimentos. 
Debido al espeso y permanente smog, asentado sobre la atmósfera en forma permanente de las lúgubres ciudades, que ahora cubren toda la superficie de la Tierra, en donde todos los animales, incluso las mascotas domésticas comunes, están extintos y el gobierno establece un control social, comparable a una dictadura sobre la población. 
La gente vive en el interior de grandes edificios de departamentos y centros comerciales con aire filtrado, en una atmósfera artificial controlada por computadoras y visten un medallón, en donde las autoridades del gobierno los controlan, ellos comen pasta insípida y de colores brillantes en recipientes de plástico, de distribución oficial por el gobierno mundial, tratando de preservar la vida de los humanos habitando las ciudades. 
Para tratar de reducir la población mundial, el gobierno mundial decreta que no podrán nacer niños durante los próximos 30 años en toda la superficie del planeta. La violación de esta ley resultará en la pena de muerte, tanto para los padres como para el recién nacido por rebelarse contra el gobierno mundial. 
Las autoridades de un gobierno de dictadura utilizan lavados de cerebro, computadoras de inteligencia artificial controlan a la sociedad, le hablan a la gente, influyen sobre el comportamiento humano y se ofrecen sustitutos de robots para acabar con el anhelo de tener hijos, con la pena de muerte como último elemento disuasivo para los infractores, rebeldes y considerados enemigos de la sociedad, porque violan la ley de control poblacional. 
Los infractores de la ley de control poblacional son ejecutados por asfixia bajo una cúpula de plástico, llega desde el aire transportada por una aeronave parecida a un helicóptero y los cubre hasta matarlos por asfixia, falta de aire en el interior de la cúpula transparente, en donde la gente caminando por la calle los puede ver sancionados con la pena de muerte, como un castigo ejemplar para el resto de la población. 
Las parejas en edad fértil visitan "Babyland" y en su lugar reciben niños animatrónicos de tamaño natural, para poder cuidarlos en sus departamentos como si fueran sus propios hijos y están permanentemente vigilados por las autoridades del gobierno mundial. Russ (Oliver Reed) y Carol McNeil (Geraldine Chaplin) trabajan en un museo en donde se recrea la vida en el pasado siglo XX, antes de la catástrofe climática por la contaminación ambiental, la gente puede ver cómo era la vida de la sociedad en el siglo XX, la contaminación ambiental de las industrias cuando destruyen la atmósfera del planeta Tierra y culpan a los gobiernos pasados, por no poder aplicar las políticas necesarias para reducir la contaminación ambiental y evitar la catástrofe climática que ahora afecta a todo el mundo. 
Carol está desesperada por tener un hijo, por eso, cuando concibe, evita la máquina de aborto instalada en su baño para seguir embarazada. Después del nacimiento del niño, la pareja debe protegerlo y ocultarlo de los vecinos para no ser descubierto, cuando Russ camina por la ciudad, consulta con una computadora pública del gobierno sobre cómo cuidar a un bebé recién nacido, es atado a la silla y lo llevan a un pasillo rodeado de espejos para torturarlo, en donde una computadora lo interroga sobre por qué quiere conocer sobre los bebés y él logra convencer a las computadoras de oponerse a tener un bebé, pero sospecha de sus vecinos, entonces es liberado de la silla, mantenido bajo una supervisión de las autoridades y ahora sospechan de sus vecinos. 
Una vez que Carol decide violar la ley y tener un bebé, no sólo deben evitar las miradas indiscretas del gobierno tipo Gran Hermano, sino también los crecientes celos de sus propios amigos. Los vecinos cuando encuentren una pareja con un niño real saldrán a la calle gritando "bebé, bebé", hasta la llegada de las autoridades del gobierno mundial para apresarlos y ordenar matarlos a todos con la cúpula transparente de asfixia.
Cuando los vecinos, la pareja George (Don Gordon) y Edna Borden (Diane Cilento) se enteran del bebé, su oferta inicial de ayudar a ocultarlo rápidamente genera problemas. Los celos y la envidia surgen cuando los vecinos Borden quieren compartir al bebé como si fuera un auto nuevo. Entonces la pareja de los McNeil y los vecinos Borden comienzan a pelear por el bebé, y los Borden luego buscan quedarse con el niño para ellos, lo secuestran y llevan a su departamento para ocultarlo, pero otros vecinos los denuncian a las autoridades del gobierno mundial. 
Finalmente, la pareja de los vecinos McNeil son capturados por la policía, golpeados, torturados y colocados bajo una de las cúpulas transparentes de ejecución del gobierno mundial, llega desde el aire y patrulla la ciudad en forma permanente, pero la pareja de los Borden, junto con el bebé, logran escapar del sector de la ciudad cavando bajo tierra, en los pasillos más profundos de los edificios y refugios subterráneos, abriéndose camino a través de túneles oscuros en las redes de aguas servidas bajo la ciudad.
En una balsa inflable capturada del museo del siglo XX escapan y se alejan de la ciudad, llegan al mar lejos de la ciudad y permanece oculto bajo una densa niebla de contaminación, hasta una isla remota donde no se puede ver ninguna actividad humana, nada visible, está deshabitada, el gobierno mundial la deja abandonada y tiene un letrero de advertencia de contaminación radioactiva, ahora ellos tienen el riesgo de enfrentar en la isla abandonada, la contaminación radioactiva, la isla abandonada se encuentra en un estado radiactivo, por ser utilizada para enterrar viejos misiles nucleares en 1978.

## Elenco
- Oliver Reed como Russ McNeil
- Geraldine Chaplin como Carol McNeil
- Don Gordon como George Borden
- Diane Cilento como Edna Borden
- David Markham como el doctor Herrick
- Bill Nagy como el presidente
- Sheila Reid como Mary Herrick
- Aubrey Woods como la doctora Mallory
- Wayne Rodda como vendedor de Metromart
- Ditte Maria Wiberg como operadora de telepantalla
- Birgitte Federspiel como psiquiatra

## Novelización
La película fue realizada a partir de un guion original de Frank De Felitta y Max Ehrlich, inspirado en La Bomba P de Paul Ehrlich. Un año antes del estreno de la película, Max Ehrlich publicó la novela de ciencia ficción The Edict, basada en el guion.
En la novela, los recursos de la Tierra han sido agotados hasta el límite, y en muchas partes del mundo, el canibalismo y los disturbios por alimentos son algo común. Buscando una solución a esta crisis, los líderes de WorldGov se reúnen en sesión de emergencia. Sus computadoras analizan miles de millones de hechos y los informes son más que inquietantes; son escalofriantes. Un mayor crecimiento de la población es impensable, y los líderes finalmente se deciden por la única solución posible, que pronto anuncia el satélite del Gobierno Mundial:
"Todos los ciudadanos se mantienen al margen. Este es un edicto de WorldGov. En aras de equilibrar la población y preservar el suministro de alimentos, el nacimiento de cualquier bebé está prohibido durante los próximos treinta años. Cualquier hombre y mujer que conciba y tenga un hijo durante ese período será ejecutado por el Estado. Cualquier niño concebido será considerado un niño fuera de la ley, y también será liquidado. Habrá vigilancia constante por parte de StatePol y una gran recompensa en calorías extra para cualquier ciudadano que denuncie la presencia de un niño fuera de la ley. Eso es todo."
Para darle al mundo una apariencia de normalidad, se diseñan bebés mecánicos realistas para pacificar los instintos maternos de 10 mil millones de mujeres. Pero para Carol, la sola idea de aceptar a uno de los bebés robot es aborrecible. Quiere y necesita un hijo de verdad, y esto poco a poco se convierte en una obsesión.

## Efectos especiales
Derek Meddings creó los niños animatrónicos realistas de tamaño natural para la película.

## Premios
Geraldine Chaplin ganó el premio a la Mejor Actriz en el Festival de Cine de Sitges de 1972 por su actuación.